# AC Herculis
AC Herculis är en dubbelstjärna i mellersta delen av stjärnbilden Herkules. Den har en skenbar magnitud som varierar 6,85 – 9,0 och kräver åtminstone en stark handkikare eller ett mindre teleskop för att kunna observeras. Baserat på parallax enligt Gaia Data Release 2 på ca 0,8 mas, beräknas den befinna sig på ett avstånd på ca 4 200 ljusår (ca 1 280 parsek) från solen. Den rör sig närmare solen med en heliocentrisk radialhastighet på ca -30 km/s.

## Egenskaper
Primärstjärnan AC Herculis A är en gul till vit superjättestjärna av spektralklass F2pIb-K4e(C0,0). Den har en massa som är ca 0,6 solmassa, en radie som är ca 47 solradier och har ca 2 500 gånger solens utstrålning av energi från dess fotosfär vid en effektiv temperatur av ca 5 900 K. Den är något svalare än solen, även om temperaturen varierar med över tusen K när stjärnan pulserar.

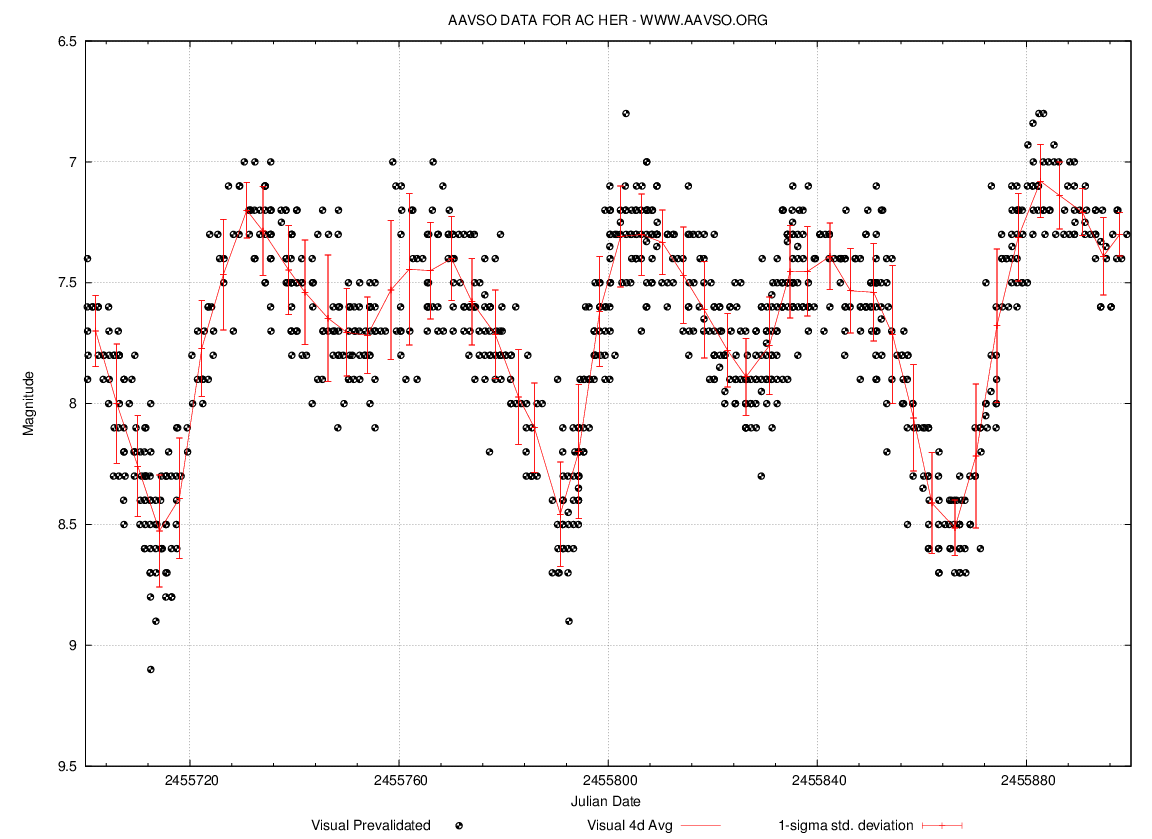
AAVSO ljuskurva som visar två kompletta cykler år 2011.

AC Herculis är en RVa-stjärna, vilket betyder att det är en RV Tauri-variabel vars maximala och minsta magnitud inte långsamt varierar över hundratals dygn. Den är också ett mycket tydligt exempel på en vanlig typ av RV Tauri-ljuskurva där den maximala ljusstyrkan efter ett djupt minimum är ljusare än det maximala efter ett grunt minimum. Under varje period på 75,46 dygn har den två maxima och två minima.
AC Herculis är också en dubbelstjärna, även om följeslagaren endast kan detekteras genom dess effekt på primärstjärnans radiella hastighet. Den osynliga följeslagaren är mer massiv än superjätten, så primärstjärnan rör sig med relativt hög hastighet under dess omlopp på tre år och tre månader. De två stjärnorna är också omgivna av en stoftskiva som fyller området mellan 34 och 200 astronomiska enheter (AE).
Lite är känt om följeslagaren förutom att dess massa är cirka 1,2 solmassa, härledd från massförhållandet mellan det binära systemet och den modellerade massan hos primärstjärnan. Den totala systemmassan kan uppskattas från skivans dynamik, och detta ger ett värde på 1,5 solmassa, något lägre än från andra metoder.